# Багаев, Иван Михайлович
Иван Михайлович Багаев (род. 8 февраля 1951, Ростовская область) — советский и российский оператор-постановщик. Заслуженный деятель искусств Российской Федерации (2000). Лауреат Государственной премии РСФСР им. Братьев Васильевых (1983).

## Биография
Иван Михайлович Багаев родился 8 февраля 1951 года в хуторе Ольховский[уточнить] Ростовской области.
В 1978 году окончил Всесоюзный государственный институт кинематографии (ВГИК) (мастерская Б. И. Волчека).
Оператор-постановщик киностудии «Ленфильм».
Член Союза кинематографистов России, Гильдии кинооператоров RGC.

## Фильмография

### Художественные фильмы
| Год  | Название                          | Режиссёр-постановщик           | Киностудия                    |                                                                                                   |
| ---- | --------------------------------- | ------------------------------ | ----------------------------- | ------------------------------------------------------------------------------------------------- |
| 1978 | Ожидание                          |                                | ВГИК                          | к/м, дипломная работа ВГИК                                                                        |
| 1979 | Личное свидание                   | Алексей Лебедев                | Ленфильм                      | к/м                                                                                               |
| 1980 | Плывут моржи                      | Анатолий Васильев              | Ленфильм                      |                                                                                                   |
| 1981 | 20 декабря                        | Григорий Никулин               | Ленфильм                      | ТВ, 4-серийный Государственная премия РСФСР им. Братьев Васильевых                                |
| 1983 | Борька и Ленька                   | Роман Ершов                    | Ленфильм                      | к/м                                                                                               |
| 1984 | Блондинка за углом                | Владимир Бортко                | Ленфильм                      |                                                                                                   |
| 1984 | Преферанс по пятницам             | Игорь Шешуков                  | Ленфильм                      |                                                                                                   |
| 1985 | Ради нескольких строчек           | Александр Рогожкин             | Ленфильм                      |                                                                                                   |
| 1986 | Прости                            | Эрнест Ясан                    | Ленфильм                      |                                                                                                   |
| 1987 | Как стать звездой                 | Виталий Аксёнов                | Ленфильм                      | музыкальное шоу, 2-серийный                                                                       |
| 1988 | Мисс миллионерша                  | Александр Рогожкин             | Ленфильм                      |                                                                                                   |
| 1989 | Нечистая сила                     | Эрнест Ясан                    | Ленфильм                      | 2-серийный                                                                                        |
| 1990 | Другая драма (Pasternak)          | Андрей Некрасов                | Антилопа-фильм, Русское видео | СССР / Великобритания                                                                             |
| 1991 | Хмель. Фильм первый «Крепость»    | Виктор Трегубович              | Ладога                        |                                                                                                   |
| 1991 | Хмель. Фильм второй «Исход»       | Виктор Трегубович              | Ладога                        | 2-серийный                                                                                        |
| 1992 | Рэкет                             | Эрнест Ясан                    | Петрополь                     | ТВ                                                                                                |
| 1993 | Ключ                              | Павел Чухрай                   | Троицкий мост                 | СССР / Франция                                                                                    |
| 1993 | Русская невеста                   | Геннадий Соловский             | Ладога                        |                                                                                                   |
| 1994 | Колесо любви                      | Эрнест Ясан                    | 2ПиФ                          |                                                                                                   |
| 1994 | Прохиндиада 2                     | Александр Калягин              | Ладога                        |                                                                                                   |
| 1997 | Царевич Алексей                   | Виталий Мельников              | Голос                         | премии «Ника»: - художник-постановщик - художник по костюмам - лучший звук                        |
| 2000 | Луной был полон сад               | Виталий Мельников              | Шанс                          | 2-серийный участник Московского МКФ: - Серебряный Георгий за гл. жен.роль                         |
| 2002 | Сказ про Федота-стрельца          | Сергей Овчаров                 | СТВ                           | премии «Золотой Орёл»: - художник-постановщик - художник по костюмам - женская роль второго плана |
| 2003 | Особенности национальной политики | Дмитрий Месхиев, Юрий Конопкин |                               | совместно с Сергеем Мачильским                                                                    |
| 2007 | Поводырь                          | Александр Хван                 | АС/ДС                         |                                                                                                   |
| 2008 | Сад                               | Сергей Овчаров                 | Пролайнфильм                  | участник 30-го Московского МКФ                                                                    |
| 2014 | Экспириенс                        | Евгений Татаров                | АТК-студио                    |                                                                                                   |
| 2017 | Найти мужа Дарье Климовой         | Иван Мережко                   | Фаворитфильм                  |                                                                                                   |
| 2017 | Не ждали                          | Виктор Мережко                 | Фаворитфильм                  |                                                                                                   |
| 2017 | Расход. к/м                       | Александр Андреев              |                               |                                                                                                   |
| 2017 | Обратные реакции к/м              | Борис Аронов                   |                               |                                                                                                   |

### Документальные фильмы
| Год  | Название                                     | Режиссёр-постановщик | Киностудия   |                                |
| ---- | -------------------------------------------- | -------------------- | ------------ | ------------------------------ |
| 2000 | Новый год в конце века. Неизвестные Дягилевы | Владислав Виноградов | Ленфильм     | художественно-публицистический |
| 2002 | Семён Аранович. Последний кадр               | Андрей Кравчук       |              | к/м                            |
| 2021 | Ленинградское рондо                          | Ксения Закружных     | Русское поле |                                |

### Телевизионные фильмы
- 2003 — Повторение пройденного (ТВ) (Режиссёр-постановщик: Игорь Москвитин)
- 2005 — Решение проблем (ТВ) (Режиссёры-постановщики: Игорь Москвитин, Виктор Михеев)
- 2010 — Катино счастье (ТВ) (Режиссёр-постановщик: Вячеслав Никифоров)
- 2010 — Семейная история (ТВ) (Режиссёр-постановщик: Вячеслав Лавров)
- 2010 — Судьба по имени «Фарман» (ТВ) (Режиссёр-постановщик: Вячеслав Сорокин)
- 2011 — Месть без права передачи (ТВ) (Режиссёр-постановщик: Вадим Саетгалиев)
- 2011 — Шхера-18 (ТВ) (Режиссёр-постановщик: Николай Дрейден)
- 2011 — Дело чести (ТВ) (Режиссёр-постановщик: Олег Ларин)
- 2011 — Квартал (ТВ) (Режиссёр-постановщик: Олег Ларин)
- 2012 — Шоковая терапия (ТВ) (Режиссёр-постановщик: Евгений Малков)
- 2012 — Волчий остров (ТВ) (Режиссёр-постановщик: Алексей Шикин)
- 2013 — Любовь без лишних слов (ТВ) (Режиссёр-постановщик: Фуад Шабанов)

### Телесериалы
- 1998 — Улицы разбитых фонарей. Серия 15. Высокое напряжение (ТВ) (Режиссёр-постановщик: Виталий Аксёнов)
- 1998 — Улицы разбитых фонарей. Серия 18. Петербургский презент (ТВ) (Режиссёр-постановщик: Кирилл Капица)
- 1998 — Улицы разбитых фонарей. Серия 21. Дело репортёра (ТВ) (Режиссёр-постановщик: Игорь Москвитин)
- 1999 — Улицы разбитых фонарей 2. Серия 1. Аварийная защита (ТВ) (Режиссёр-постановщик: Кирилл Капица)
- 1998 — Улицы разбитых фонарей 2. Серия 2. Ищу работу с риском… (ТВ) (Режиссёр-постановщик: Игорь Москвитин)
- 1999 — Улицы разбитых фонарей 2. Серия 5. Контрабас (ТВ) (Режиссёр-постановщик: Евгений Аксёнов)
- 1998 — Агент национальной безопасности. Серия 2.Петя и Волк (ТВ) (Режиссёр-постановщик: Виталий Аксёнов)
- 1999 — Агент национальной безопасности. Серия 5. Страсти по Филонову (ТВ) (Режиссёр-постановщик: Евгений Аксёнов)
- 1999 — Агент национальной безопасности. Серия 9. Три дня до эфира (ТВ) (Режиссёр-постановщик: Эрнест Ясан)
- 2000 — Улицы разбитых фонарей 3. Серия 7. Он один из нас (ТВ) (Режиссёр-постановщик: Валерий Наумов)
- 2001 / 2004 — Чёрный ворон (47серий) , (Режиссёры-постановщики: Борис Горлов, Игорь Москвитин, Андрей Кравчук)
- 2003 — Агент национальной безопасности 4 (ТВ) (совместно с Тимуром Искяндаровым) (Режиссёры-постановщики: Игорь Москвитин, Влад Фурман)
- 2003 — Улицы разбитых фонарей 5. Серия 8. Собачий промысел (ТВ) (Режиссёр-постановщик: Александр Игудин)
- 2005 — Риэлтор (ТВ) (Режиссёр-постановщик: Александр Хван)
- 2005 — Sказка O Sчастье (ТВ) (Режиссёр-постановщик: Борис Горлов)
- 2006 — Женская логика 5 (ТВ) (Режиссёр-постановщик: Виктор Бутурлин)
- 2006 — План «Б» (ТВ) (Режиссёр-постановщик: Антон Борматов)
- 2006 — Секретные поручения (ТВ) (Режиссёр-постановщик: Александр Хван)
- 2007 — Улицы разбитых фонарей 8. Серия 4. Карта смерти (ТВ) (Режиссёр-постановщик: Михаил Мамедов)
- 2007 — Улицы разбитых фонарей 8. Серия 17. Благие намерения (ТВ) (Режиссёр-постановщик: Валерий Захарьев)
- 2008 — Двое из ларца 2. Фильм 1. Шерше ля фам (ТВ) (Режиссёр-постановщик: Юлия Панкосьянова)
- 2008 — Двое из ларца 2. Фильм 2. Атака клонов (ТВ) (Режиссёр-постановщик: Юлия Панкосьянова)
- 2009 — Правило лабиринта / Плацента (ТВ) (Режиссёр-постановщик: Борис Горлов)
- 2009 — Улицы разбитых фонарей 9. Серия 30. Фавориты фортуны (ТВ) (Режиссёр-постановщик: Надежда Якушева)
- 2010 — Страховщики. Серия 21. Выход из положения (ТВ) (Режиссёр-постановщик: Андрей Иванов)
- 2010 — Страховщики. Серия 22. Угон по-крупному (ТВ) (Режиссёр-постановщик: Сергей Щербин)
- 2010 — Страховщики. Серия 24. Случай в деревне (ТВ) (Режиссёр-постановщик: Андрей Иванов)
- 2010 — Улицы разбитых фонарей 10. Серия 2. Один процент (ТВ) (Режиссёр-постановщик: Кирилл Капица)
- 2010 — Улицы разбитых фонарей 10. Серия 3. Не дороже денег (ТВ) (Режиссёр-постановщик: Надежда Якушева)
- 2010 — Улицы разбитых фонарей 10. Серия 7. Ошибочка… (ТВ) (Режиссёр-постановщик: Григорий Жихаревич)
- 2012 — Улицы разбитых фонарей 12. Серия 18. Сделка по недвижимости (ТВ) (Режиссёр-постановщик: Алексей Шикин)
- 2012 — Улицы разбитых фонарей 12. Серия 23. Находка (ТВ) (Режиссёр-постановщик: Алексей Шикин)
- 2012 — Улицы разбитых фонарей 12. Серия 24. Суррогатная любовь (ТВ) (Режиссёр-постановщик: Алексей Шикин)
- 2013 — Улицы разбитых фонарей 13 (совместно с Александром Никольским, Алексеем Солодовым) (Режиссёр-постановщик: Валерий Захарьев, Вадим Саетгалиев, Иван Мошняков)

### Участвовал в фильме
- 2008 — Истории и легенды Ленфильма. Как снимали фильм «Блондинка за углом» (документальный) (Режиссёр-постановщик: Дмитрий Сошников)

## Признание и награды
- Лауреат Государственной премии РСФСР имени Братьев Васильевых (1983)
- Почётное звание «Заслуженный деятель искусств Российской Федерации» (2000) — за заслуги в области искусства[2]